# Leonhard Wächter

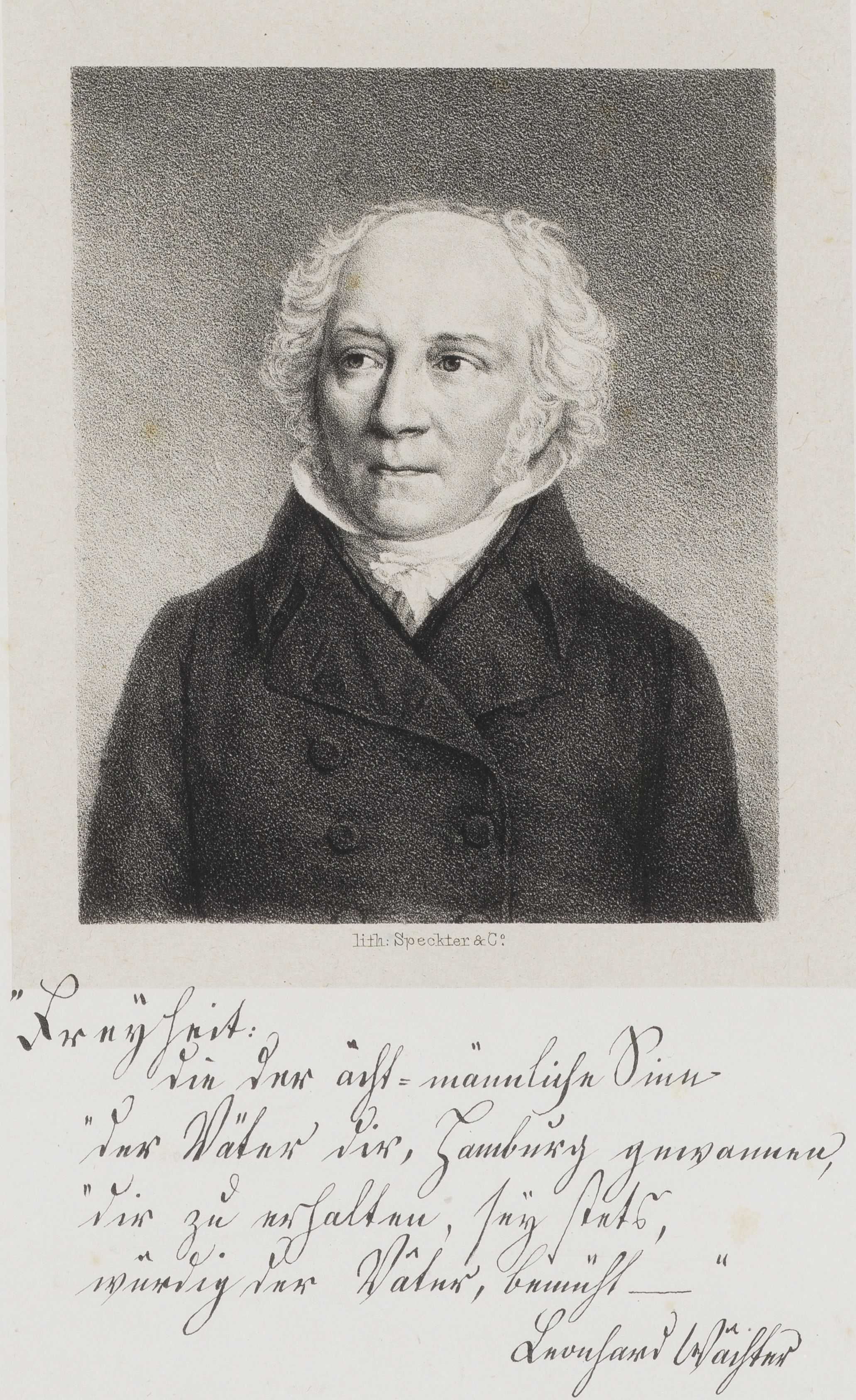
Leonhard Wächter, Lithographie von Otto Speckter

Georg Philip Ludwig Leonhard Wächter (* 25. November 1762 in Uelzen; † 11. Februar 1837 in Hamburg), Pseudonym: Veit Weber, war ein deutscher Schriftsteller. Seine meist in einer idealisierten historischen Zeit – nicht selten im Mittelalter – angelegten Geschichten waren zu seinen Lebzeiten erfolgreich, heute wird sein Werk eher als Trivialliteratur eingeordnet.

## Leben

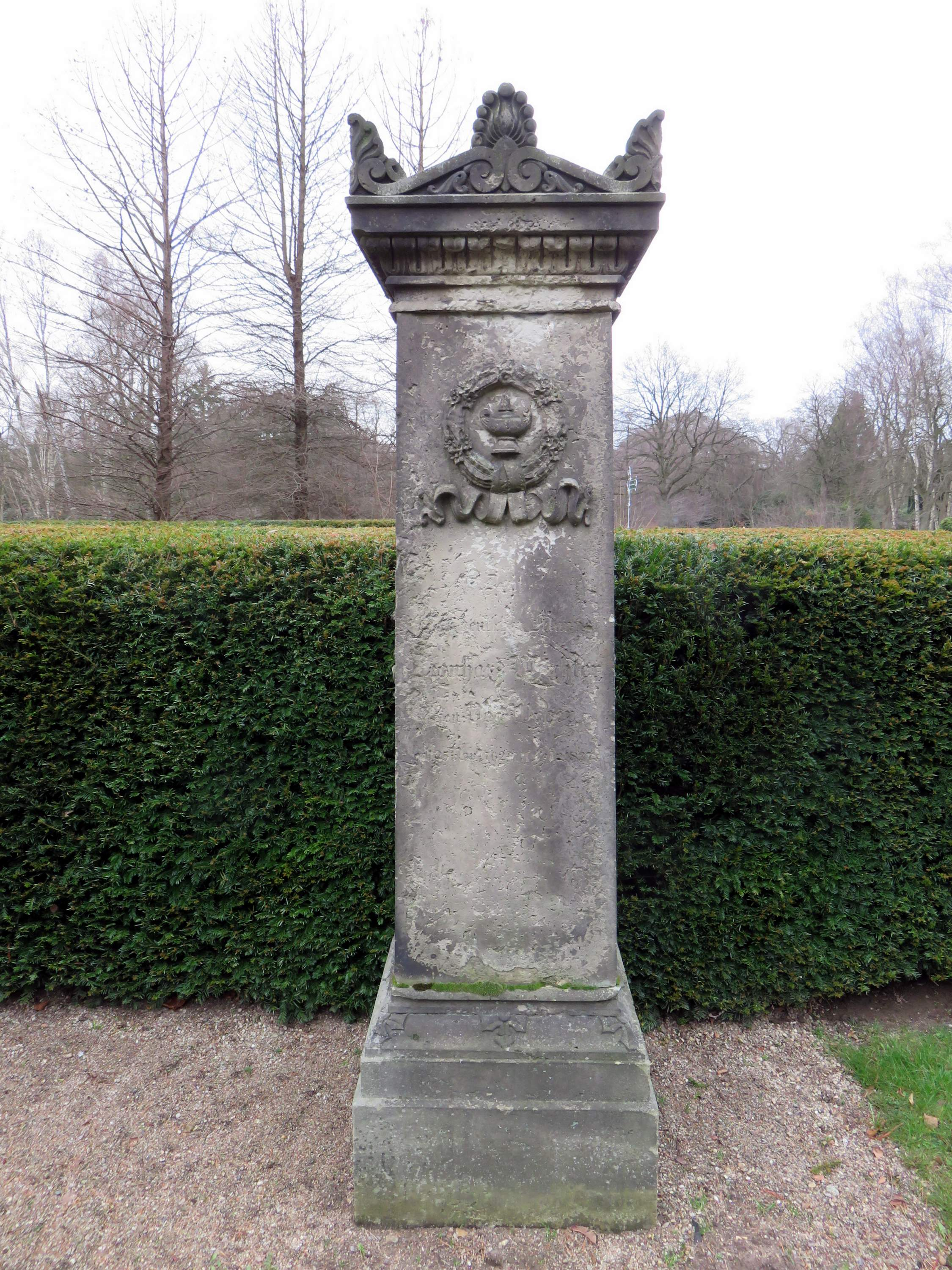
Grabmal Freilichtmuseum Heckengarten, Friedhof Ohlsdorf

Leonhard Wächter wurde 1762 als Sohn eines Diakons in Uelzen geboren. 1783 bis 1786 studierte er Theologie, Geschichte und Literatur in Göttingen. Dort trat er in Kontakt zu Ehemaligen des Göttinger Hainbunds. Eine besondere Freundschaft verband ihn mit Gottfried August Bürger. Anschließend zog er nach Hamburg um, das als liberaler Stadtstaat Journalisten, Verlegern und Schriftstellern relativ freie Betätigungsmöglichkeiten bot. Wächter begeisterte sich, wie viele seiner Zeitgenossen (so Georg Forster, Friedrich Schlegel oder Achim von Arnim), für die Französische Revolution. Er ging 1792 nach Frankreich und kämpfte dort im Rang eines Hauptmannes unter dem Kommando des girondistischen Generals Dumouriez. In der Schlacht von Jemappes wurde er verwundet. Er kehrte 1793 in sein Elternhaus zurück, wo er wohnte, bis die gesamte Familie 1796 nach Hamburg übersiedelte. Bis 1819 war Wächter dort Lehrer in der Erziehungsanstalt von Ludwig Voigt sowie Gehilfe bei der Stadtbibliothek. 1813 beteiligte er sich am Kampf der Hanseatischen Legion gegen die französische Besetzung der Stadt Hamburg. Zeit seines Lebens unternahm er viele Reisen nach England, Österreich und in die Schweiz.
In Göttingen war er, wie sein Freund Bürger auch, Mitglied der Freimaurer-Loge „Zum goldenen Zirkel“. In Hamburg wurde er 1809 Mitglied der Loge „Emanuel zur Maienblume“.
Zahlreiche Unterlagen werden im Staatsarchiv Hamburg verwahrt.

## Werk
Als sein Hauptwerk gelten die Sagen der Vorzeit (7 Bände, Berlin, 1787–98), in denen er ein frei erfundenes, idealisiertes Mittelalter beschreibt. Sein Schauspiel Wilhelm Tell (1804) rezipierte Goethe in Zusammenhang mit Schillers gleichnamigem Drama.
- Sagen der Vorzeit.
  - Band 1: Männerschwur und Weibertreue. Der Harfner. Das Ritterwort. Maurer, Berlin 1787.
  - Band 2: Wolf. Das heilige Kleeblatt. Der Müller des Schwarzthal's. Der graue Bruder. Maurer, Berlin 1788.
  - Band 3: Tugendspiegel. Maurer, Berlin 1790.
  - Band 4: Die Teufelsbeschwörung. Maurer, Berlin 1790, zweite Auflage: Zofingen 1792. (Digitalisat)
  - Band 5: Die Brüder des Bundes für Freiheit und Recht : Drittes Buch. Maurer, Berlin 1795, Zofingen 1795. (Digitalisat)
  - Band 6: Die heilige Vehme. Maurer, Berlin 1796, Zofingen 1796. (Digitalisat)
  - Band 7: Der Fündling von Egisheim. Zofingen 1798. (Digitalisat)
- Heideröslein. 1792. (historischer Roman)
- Der Nachtbote. 1793. (Erzählungen)
- Holzschnitte. Berlin 1793. (historische Miniaturen)
- Historien. Hamburg 1794.
- Ulrich von Hutten. 1818. (Biografie)
- Jugendunterhaltungen. 1827.